# Locum tenens
En Locum tenens (latin: "att hålla någons plats") är en person som tillfälligt ersätter någon annans plikter.
Exempelvis, en läkare som av någon anledning inte kan arbeta under en viss tid kan ersättas av en locum-tenens som tar hand om läkarens patienter.
Therus Kolff etablerade det första Locum Tenens företaget för läkare i Salt Lake City, Utah år 1979, CompHealth.